# Robin Carhart-Harris
Robin Carhart-Harris (Durham) es un psicólogo y neurocientífico inglés. Dirige actualmente el Centro Imperial para la Investigación Psicodélica (en inglés, Imperial Centre for Psychedelic Research) del Imperial College London desde abril de 2019.
Se destaca por sus estudios de imágenes cerebrales de drogas psicodélicas y psicoactivas como LSD, psilocibina, MDMA y DMT, y por sus investigaciones sobre su uso terapéutico en el tratamiento de trastornos psiquiátricos como la depresión. En 2020, The Times lo nombró uno de los 31 científicos médicos más importantes del mundo.  Al año siguiente, fue incluido en la lista "100 Next" de la revista TIME de 100 personas notables "preparadas para hacer historia".

## Biografía
Después de obtener una maestría en Psicoanálisis en la Universidad Brunel de Londres, Carhart-Harris completó su doctorado en Psicofarmacología en la Universidad de Bristol. El 2009, bajo la tutoría del profesor David Nutt, Carhart-Harris se mudó al Imperial College de Londres para continuar su investigación de Imagen por resonancia magnética funcional (FMRI, siglas en inglés) con la clásica droga psicodélica psilocibina (hongos psilocibios).
Carhart-Harris y David Nutt han desarrollado un programa de investigación con psicodélicos que incluye imágenes de fMR (Functional magnetic resonance) y magnetoencefalografía (MEG) con psilocibina e imágenes de fMR con MDMA.
Es el primer científico que administró LSD a seres humanos en el Reino Unido luego de la Ley de abuso de drogas de 1971.
Carhart-Harris ha recibido el apoyo de la Fundación Beckley (Reino Unido) y la Neuropsychoanalysis Foundation (Fundación Neuropsicoanálisis, EE. UU.), la Fundación Heffter (EE. UU.) y la Multidisciplinary Association for Psychedelic Studies (Asociación Multidisciplinaria de Estudios Psicodélicos, siglas en inglés MAPS, EE. UU.).

## Reconocimientos y premios
- Premio BAP de Psicofarmacología (Asociación Británica de Psicofarmacología, 2015)[13]